# Steckenreiter

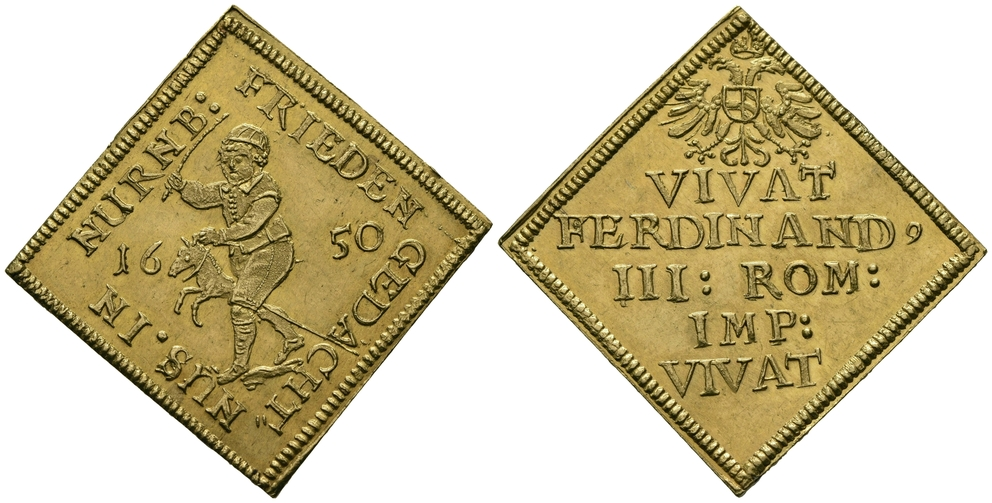
Reichsstadt Nürnberg, Steckenreiter, ein Goldabschlag (Dukaten) von den Stempeln der Silberklippe von 1650 auf den Westfälischen Frieden (Gold; 3,45 g; 20,9 mm × 21,4 mm)

Steckenreiter, auch Steckenreiterklippe, ist die volkstümliche Bezeichnung für eine Klippe (eckige Münze) der Reichsstadt Nürnberg von 1650 auf den am 26. Juni 1650 innerhalb ihrer Mauern abgeschlossenen Friedenshauptrezess, mit dem die Ausführungsbestimmungen des Westfälischen Friedens festgelegt wurden. Die Klippe würdigt die Beilegung des zwei Jahre vorher zu Ende gegangenen Dreißigjährigen Kriegs und zeigt einen Knaben mit Steckenpferd, während auf der Gegenseite ein Reichsadler mit Nürnberger Brustschild über fünf Zeilen Schrift zu sehen ist. Der sogenannte Steckenreiter kommt häufig als Silberklippe vor. In Gold, im Dukatengewicht geprägt, ist er selten.

## Münzgeschichte

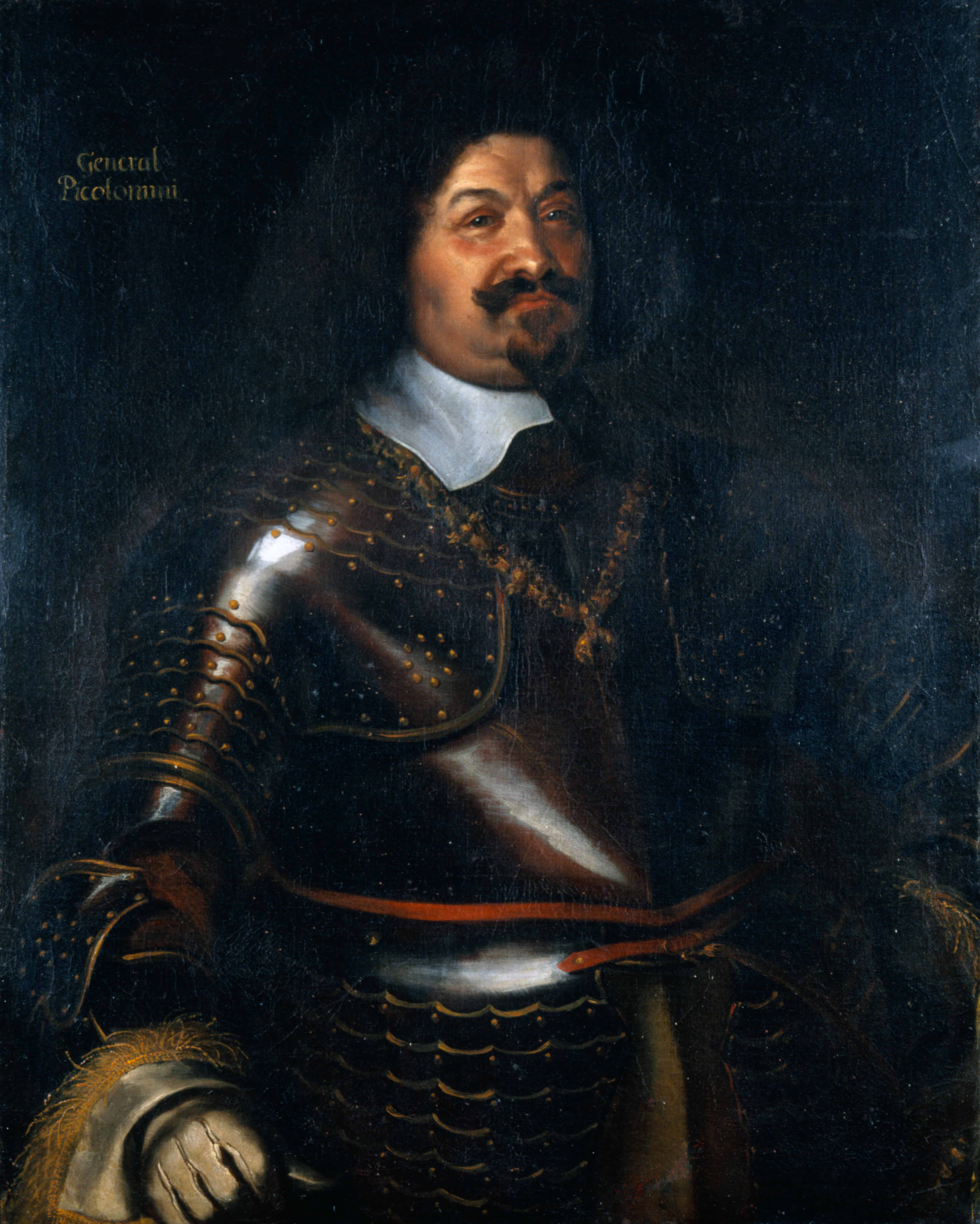
Porträt von Ottavio Piccolomini. Er soll die silbernen Steckenreiter angefertigt und an die Kinder verteilt haben.

Als Erklärung für die Darstellung eines kleinen Jungen mit Steckenpferd als Prägebild auf den Klippen schreibt Johann Christian Kundmann, dass nach Abschluss des Nürnberger Friedensexekutionskongresses im Jahr 1650 das Gerücht in Nürnberg verbreitet worden sei, der Bevollmächtigte des Kaisers, Generalleutnant Ottavio Piccolomini, Herzog von Amalfi, habe versprochen, am folgenden Sonntag jedem Kind, das vor seinem Haus mit einem Steckenpferd erscheinen würde, ein Silberstück zu geben. Als dann dem Grafen der ungewöhnliche Auflauf der Kinder vor seinem Haus erklärt wurde, soll er die silbernen Steckenreiter angefertigt und später an die Kinder verteilt haben.
Karl Christoph Schmieder, der ebenfalls auf Kundmanns Numi singulares Bezug nimmt, bezeichnet die Gepräge als Jubelklippen der Stadt Nürnberg, die Steckenreiter heißen. Zur Darstellung des Steckenpferd reitenden Knaben auf den Geprägen erklärt Schmieder:

„Als man in Nürnberg wegen des Westphälischen Friedens ein Friedensfest feierte, war unter andern öffentlichen Lustbarkeiten auch die, daß über tausend Knaben auf Steckenpferden unter lautem Gewieher vor die Wohnung des Kaiserlichen Gesandten, des Herzogs von Amalfi trabten, um sich ein Friedensgedächtniß auszubitten, worauf der Herzog diese Klippe schlagen und unter sie austheilen ließ.“

Die Klippe wurde danach noch mehrmals nachgeschlagen, da sie, so Schmieder, „nicht eben selten vorkommt“. Schmieder erwähnt in seiner Erklärung nur die Silberklippe. Der goldene Steckenreiter war ihm offenbar unbekannt, was auf die Seltenheit des Goldabschlags hinweist.
Zur Erinnerung an den Westfälischen Frieden findet noch heute in Osnabrück das Steckenpferdreiten statt. Der Brauch beruht im Wesentlichen auf den in der Münzgeschichte von Kundmann, Schmieder u. a. genannten Erklärungen des besonderen Prägebilds der Steckenreiter bzw. Steckenreiterklippen. Die Geschichte griffen die Dichterinnen Clara und Emmy von Dincklage (* 1825; † 1891) im Jahr 1875 auf. Die Handlung der Nürnberger Kinder verlegten sie nach Osnabrück.

## Münzbeschreibung
Der oben abgebildete Steckenreiter der Reichsstadt Nürnberg ist ein im Dukatengewicht geprägter Goldabschlag von den Stempeln der silbernen Klippe.
Goldabschläge waren als Kurantmünzen umlauffähig. Sie waren aber in der Regel Donative. Das sind Münzen oder Medaillen, die als Geschenk verwendet wurden. Wahrscheinlich wurden die goldenen Klippen an Gäste des Friedensfestes als Geschenk überreicht. Die abgebildete Dukatenklippe kann trotz ihres Alters als prägefrisch bezeichnet werden. Der Dukaten wurde daher nie als Zahlungsmittel verwendet.
Die als Silberklippe mit gleichem Münzstempel ausgeprägten Steckenreiter sind in großen Stückzahlen geprägte Medaillen, repräsentieren aber einen Wert von 10 Kreuzer. Es ist auch eine Variante des Steckenreiters bekannt, die den Knaben ohne Kappe zeigt.
Die Klippen wurden ohne Münzmeisterzeichen und Signatur des Stempelschneiders in den Abmessungen ca. 21 mm × 21 mm geprägt. Die Dukaten wiegen ca. 3,5 g, die Silberklippen ca. 3 g. Sie stammen aus der Münzstätte Nürnberg.

### Bildseite
Die Steckenreiterklippe zeigt auf der Bildseite einen kleinen Steckenpferd reitenden Jungen mit Kappe und erhobener Reitgerte in der rechten Hand. Die Jahreszahl 1650 ist geteilt aufgeprägt. Die verzierten Seitenränder der Klippe haben die Umschrift FRIEDEN GEDÄCHTNUS۰IN NURNB(erg):

### Schriftseite
Auf der Schriftseite steht eine fünfzeilige Inschrift: VIVAT / FERDINAND(us) / III: ROM(anorum): / IMP(erator): / VIVAT
Das „us“ ist als Abbreviatur („9“) dargestellt.
Die Übersetzung lautet: Es lebe Ferdinand III. römischer Kaiser, er lebe hoch.
Darüber befindet sich der bekrönte doppelköpfige Reichsadler mit Nürnberger Wappenschild auf der Brust.

### Provenienz
Der seltene Dukaten, ein Goldabschlag von den Stempeln der Silberklippe auf den Westfälischen Frieden, ist Teil der Sammlung des Malers und Heimatforschers Ignaz Spöttl, der 1892 aus seinem Nachlass an das Wien Museum gekommen ist.